# United States Antarctic Expedition Medal
La United States Antarctic Expedition Medal (médaille de l'expédition antarctique des États-Unis) est une récompense combinée militaire et civile qui a été autorisée par le Congrès des États-Unis le 24 septembre 1945 en vertu de la loi publique 185 du 79e Congrès (59 Stat. 536). Elle récompense les membres de l'expédition antarctique des États-Unis de 1939-1941. Il existe des versions en or, en argent et en bronze. On ne sait pas si la version en or est considérée comme une médaille d'or du Congrès, comme c'était le cas pour la première expédition Byrd: Byrd Antarctic Expedition Medal.

## Contexte
La loi attribuant la médaille se lit comme suit :
Le Sénat et la Chambre des représentants des États-Unis d'Amérique réunis en Congrès autorisent et ordonnent au secrétaire à la Marine de faire fabriquer à la Monnaie des États-Unis le nombre de médailles d'or, d'argent et de bronze d'un modèle approprié qu'il jugera approprié et nécessaire, afin de les remettre aux membres de l'expédition antarctique américaine de 1939-1941, en reconnaissance des services précieux qu'ils ont rendus à la nation dans le domaine de l'exploration et de la science polaires.
En 1935, le Congrès a adopté une loi (Pub.L. 74–43) permettant au secrétaire à la Marine (Secretary of the Navy) d'autoriser - à sa discrétion - le port de récompenses commémoratives ou d'autres récompenses spéciales sur les uniformes de la Marine (US Navy) ou du Corps des Marines (US Marine Corps), sous une forme de taille militaire.
La première médaille de l'expédition antarctique des États-Unis (version en or) a été remise à l'Admiral Richard E. Byrd.
Les 1re et 2e médailles de l'expédition Byrd et la United States Antarctic Expedition medal ne pouvant être décernées qu'à un nombre restreint de personnes, la Antarctica Service Medal (médaille du service en Antarctique) a été créée en 1960 et peut être décernée à tout le monde.

## Préséance et port
En 1998, la Antarctic Expedition Medal figurait encore dans les tableaux de préséance des règlements de l'uniforme de la marine américaine, après la médaille de la World War II Victory Medal (médaille de la victoire de la Seconde Guerre mondiale) et avant la Navy Occupation Service Medal (médaille du service d'occupation de la marine). Dans le manuel des récompenses de la marine de 1953, la Antarctic Expedition Medal était classée comme une médaille commémorative et se situait au-dessus de toutes les médailles de service de campagne, mais au-dessous des décorations, des récompenses d'unité et de toutes les autres médailles commémoratives.

## Récipiendaires notables
- Rear Admiral Richard E. Byrd, USN (Retraité)
- Vice Admiral Richard H. Cruzen, USN
- Rear Admiral George J. Dufek, USN
- Dr. Paul A. Siple, Ph.D.
- J. Glenn Dyer - Ingénieur du cadastre

## Source
- (en) Cet article est partiellement ou en totalité issu de l’article de Wikipédia en anglais intitulé « United States Antarctic Expedition Medal » (voir la liste des auteurs).